# محوطه ابراهیم‌آباد
محوطه ابراهیم‌آباد مربوط به دوران‌های تاریخی پس از اسلام است و در شهرستان بوئین‌زهرا، روستای ابراهیم‌آباد واقع شده و این اثر در تاریخ ۱۷ اسفند ۱۳۸۱ با شمارهٔ ثبت ۷۵۵۷ به‌عنوان یکی از آثار ملی ایران به ثبت رسیده است.